# Land of Mine - Sotto la sabbia
Land of Mine - Sotto la sabbia  (Under sandet) è un film del 2015 diretto da Martin Zandvliet.
Presentato al Toronto International Film Festival 2015, il film è stato scelto come film rappresentante la Danimarca per l'Oscar al miglior film straniero 2017.

## Contesto storico
Il film è ispirato a eventi realmente accaduti e racconta le vicende di molti prigionieri di guerra tedeschi, inviati a sminare la Danimarca dopo la seconda guerra mondiale. Si ritiene infatti che, a conflitto concluso, più di 2.000 soldati tedeschi siano stati costretti a rimuovere le mine, e quasi la metà di loro abbiano perso la vita o degli arti.

## Trama
Nei giorni successivi alla resa della Germania, avvenuta nel maggio 1945, un gruppo di giovani prigionieri di guerra tedeschi viene inviato dalle autorità danesi lungo i confini della Danimarca con l'ordine di rimuovere più di un milione e mezzo di mine, che i tedeschi avevano sotterrato nella sabbia lungo la costa temendo che nelle coste avvenisse lo sbarco poi avvenuto in Normandia. Con le loro mani nude e sotto la guida del sergente paracadutista danese Carl Leopold Rasmussen, i ragazzi sono costretti a svolgere questo pericoloso compito.

## Produzione
Le riprese iniziarono nel luglio 2014 e terminarono nell'agosto dello stesso anno. Il film è stato girato nei luoghi autentici, compresi Oksbøllejren e i dintorni di Varde.

## Critica
Land of Mine ha ricevuto critiche molto positive. Alla presentazione del Toronto Film Festival il pubblico ha eseguito una standing ovation, mentre Stephen Farber dell'Hollywood Reporter ha affermato che "il regista Martin Zandvliet ha messo a punto un approccio fresco e convincente su un tema molto trattato". In patria il film ha ricevuto 5 stelle su 6 da alcuni critici, che lo considerano come il film danese più bello dell'anno. Inoltre è stato candidato al Sundance Film Festival 2016. Ha vinto numerosi premi, tra cui miglior attore, miglior attore non protagonista e miglior film danese ai Bodil Awards.

## Riconoscimenti
- 2015 - Tokyo International Film Festival
  - Miglior attore a Roland Møller e Louis Hofmann (ex eaquo)
- 2016 - Premio Bodil
  - Miglior film
  - Miglior attore a Roland Møller
  - Miglior attore non protagonista a Louis Hofmann
- 2016 - Göteborg Film Festival
  - Dragon Award per il miglior film nordico
  - Scandinavian Locations Award
- 2016 - National Board of Review Awards
  - Migliori cinque film stranieri
- 2017 - Premio Oscar
  - Candidatura per il Miglior film straniero